# ریسا اوزاکی
 ریسا اوزاکی (ژاپنی: リサ尾崎؛ زادهٔ ۱۰ آوریل ۱۹۹۴) یک تنیس‌باز اهل ژاپن است.